# Osvaldo Pellettieri
Osvaldo Pellettieri (Buenos Aires, 1945 – ibídem, 11 de julio de 2011) fue un historiador del teatro argentino, dedicado a la enseñanza y a la investigación.

## Actividad profesional
Cursó estudios en la Facultad de Filosofía y Letras de la Universidad de Buenos Aires, donde obtuvo la licenciatura y el doctorado en Letras. Fue Profesor de Enseñanza Secundaria Normal y Especial en Letras y en la misma facultad fue desde 1986 Profesor Titular Regular de la Cátedra de Historia del Teatro Latinoamericano y Argentino; allí también dirigió el Instituto de Historia del Arte Argentino y Latinoamericano el Área de Investigación Teatral. Fue investigador de carrera del Consejo Nacional de Investigaciones Científicas y Técnicas CONICET.
Una de sus metas fue crear un grupo que continuaran su labor y fue así que dentro de ese propósito fundó en 1987 el GETEA, Grupo de Estudios de Teatro Argentino, que congrega a más de treinta investigadores, muchos de los cuales son becarios del CONICET o de la UBA, con un programa para reconstruir el pasado teatral, analizar el presente y buscar sus vinculaciones con el teatro del mundo. Fruto de ello fueron los Cuadernos del Getea, dedicados a la relación entre el teatro argentino y los dramaturgos de algún país en particular, como por ejemplo, De Bertolt Brecht a Ricardo Monti, De Sara Bernhardt a Lavelli, De Goldoni a Discépolo y la revista Teatro XX –más adelante Teatro XXI-, publicación del GETEA a la que se agregaron los premios de Teatro XX.
Pellettieri impulsó el nacimiento del Congreso Internacional de Teatro Iberoamericano y Argentino, cuya XX edición tuvo lugar al mes siguiente de su fallecimiento. Después de cada congreso, una selección de las ponencias se transformaba en un libro, como por ejemplo, Teatro y teatristas, El teatro y sus claves, El teatro y su mundo, Itinerarios del teatro latinoamericano, Tradición, modernidad y posmodernidad, entre otros.
Entre los trabajos de su autoría se encuentran Enrique Santos Discépolo: obra poética -Bs As: Todo es Historia: 1976-, Cien años de teatro argentino. Del Moreira a Teatro Abierto -Bs As.: Galerna: 1990-, Teatro Argentino Contemporáneo (1980-1990) -Bs As: Galerna: 1994-, Una historia interrumpida. Teatro argentino moderno (1949-1976) -Bs As: Galerna: 1997-, que recibió el Primer Premio Ricardo Rojas en la categoría de Ensayo, El sainete y el grotesco criollo: del autor al actor -Bs. As: Galerna, 2008-, Teatro del Pueblo, una utopía concretada, Teatro argentino y crisis, La dramaturgia en Iberoamérica, Escena y realidad, además de otros trabajos publicados en libros, revistas especializadas y suplementos culturales en la Argentina y el exterior.
Los cuatro volúmenes de la Historia del Teatro Argentino en Buenos Aires e Historia del Teatro en las Provincias, que Pellettieri dirigió además de escribir muchos de sus capítulos es una obra fundamental en la materia que se distinguió además porque no incluyó o excluyó información por razones personales de los autores.
De su labor como director de teatro se recuerdan El casamiento de Laucha, que también adaptó, y El movimiento continuo.
Fue, además, director del Grupo Contemporáneo de teatro.